# Stade Pankritio
Le stade Pankritio (en grec moderne : Παγκρήτιο Στάδιο) est un stade multifonction de 26 240 places assises pour le sport, situé à Héraklion en Grèce. 
Principalement utilisé pour le football, il accueille les matches de l'Ergotelis Héraklion, club évoluant en 2013-2014 en Superleague.

## Histoire
L'enceinte est construit à l'occasion des Jeux olympiques d'été de 2004 et accueille à cette occasion des matches du premier tour et un quarts de finale du tournoi olympique de football masculin et aussi, des matches du premier tour, un quarts de finale et une demi-finale du tournoi olympique de football féminin.
La construction débute en 2001 et le stade est inauguré lors d'un match international, Grèce-Suisse, qui se déroule le 31 mars 2004 devant 21 000 spectateurs. La Grèce s'impose un but à zéro. Le premier buteur du stade en match officiel est Vassilios Tsiartas qui ouvre le score face à la Suisse à la 56e minute.

## Événements
- Jeux olympiques d'été de 2004
- Finale de la Coupe de Grèce 2005-2006 qui oppose l'Olympiakos au AEK Athènes (10 mai 2006)

### Matches des JO 2004 (épreuve masculine)
| Date         | Heure (UTC+1) | Équipe no 1          | Score | Équipe no 2 | Tour             | Spectateurs |
| ------------ | ------------- | -------------------- | ----- | ----------- | ---------------- | ----------- |
| 11 août 2004 | 20.30         | Tunisie              | 1 – 1 | Australie   | Groupe C         | 15 757      |
| 12 août 2004 | 20.30         | Costa Rica           | 0 – 0 | Maroc       | Groupe D         | 3 212       |
| 14 août 2004 | 20.30         | Serbie-et-Monténégro | 1 – 5 | Australie   | Groupe C         | 8 857       |
| 15 août 2004 | 20.30         | Maroc                | 1 – 2 | Portugal    | Groupe D         | 7 581       |
| 18 août 2004 | 20.30         | Costa Rica           | 4 – 2 | Portugal    | Groupe D         | 11 218      |
| 21 août 2004 | 18.00         | Irak                 | 1 – 0 | Australie   | Quarts de finale | 10 023      |

### Matches des JO 2004 (épreuve féminine)
| Date         | Heure (UTC+1) | Équipe no 1 | Score | Équipe no 2 | Tour             | Spectateurs |
| ------------ | ------------- | ----------- | ----- | ----------- | ---------------- | ----------- |
| 11 août 2004 | 18.00         | Grèce       | 0 – 3 | États-Unis  | Groupe G         | 15 757      |
| 14 août 2004 | 20.30         | Grèce       | 0 – 1 | Australie   | Groupe E         | 8 857       |
| 20 août 2004 | 21.00         | Mexique     | 0 – 5 | Brésil      | Quarts de finale | 3 012       |
| 23 août 2004 | 18.00         | États-Unis  | 2 – 1 | Allemagne   | Demi-finales     | 5 165       |

### Matchs de l'équipe de Grèce de football
| Date            | Compétition                 | Adversaire | Résultat | Spectateurs |
| --------------- | --------------------------- | ---------- | -------- | ----------- |
| 31 mars 2004    | Amical                      | Suisse     | 1 – 0    | 21 000      |
| 2 juin 2007     | Qualif. Euro 2008           | Hongrie    | 2 – 0    | 19 000      |
| 6 juin 2007     | Qualif. Euro 2008           | Moldavie   | 2 – 1    | 22 000      |
| 1er avril 2009  | Qualif. Coupe du monde 2010 | Israël     | 2 – 1    | 22 794      |
| 29 février 2012 | Amical                      | Belgique   | 1 – 1    | 15 000      |